# 中央民族大学附属中学

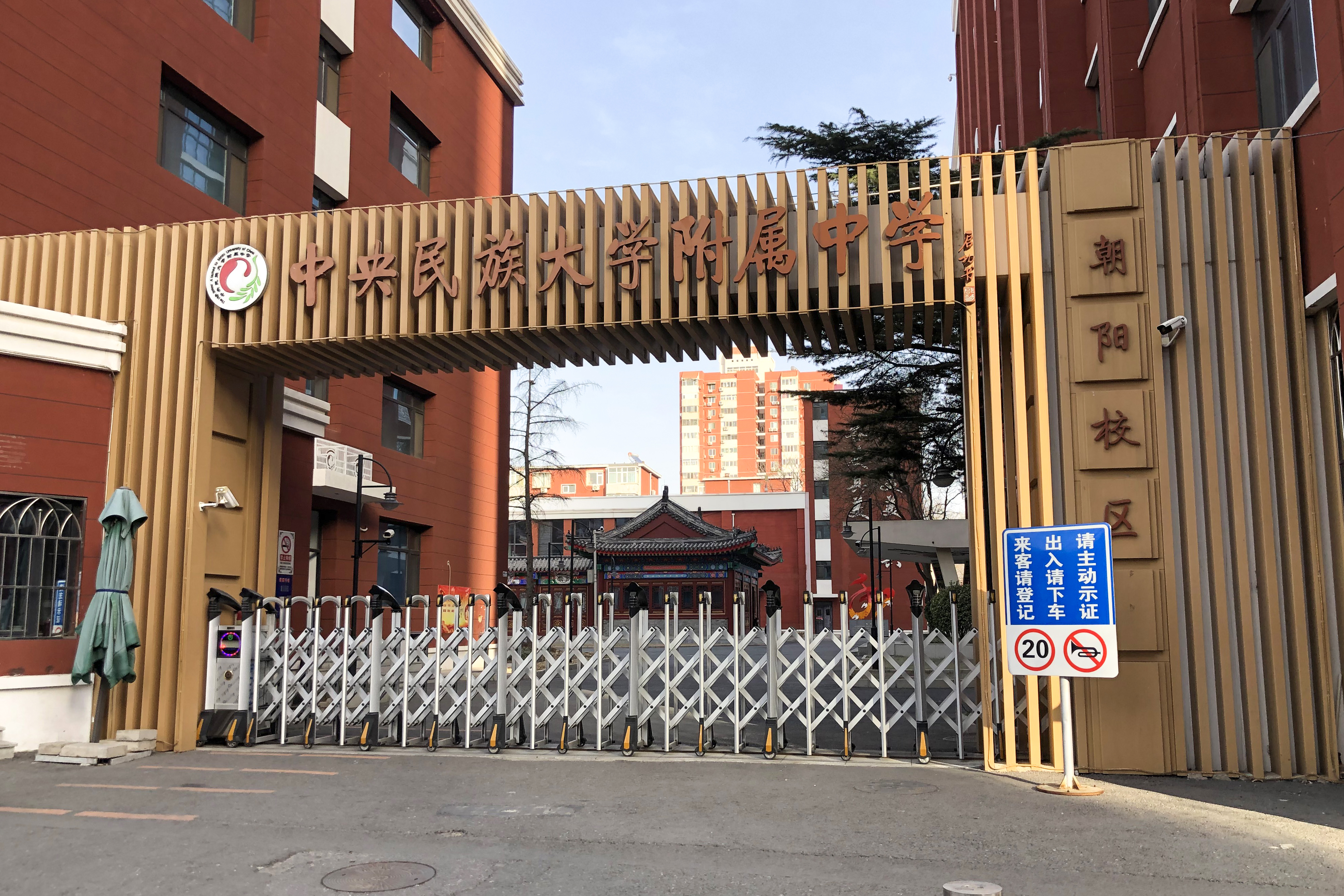
民大附中朝阳校区

中央民族大学附属中学，位于北京市海淀区法华寺路甲5号，是中央民族大学的附属中学。

## 历史

### 蒙藏学校

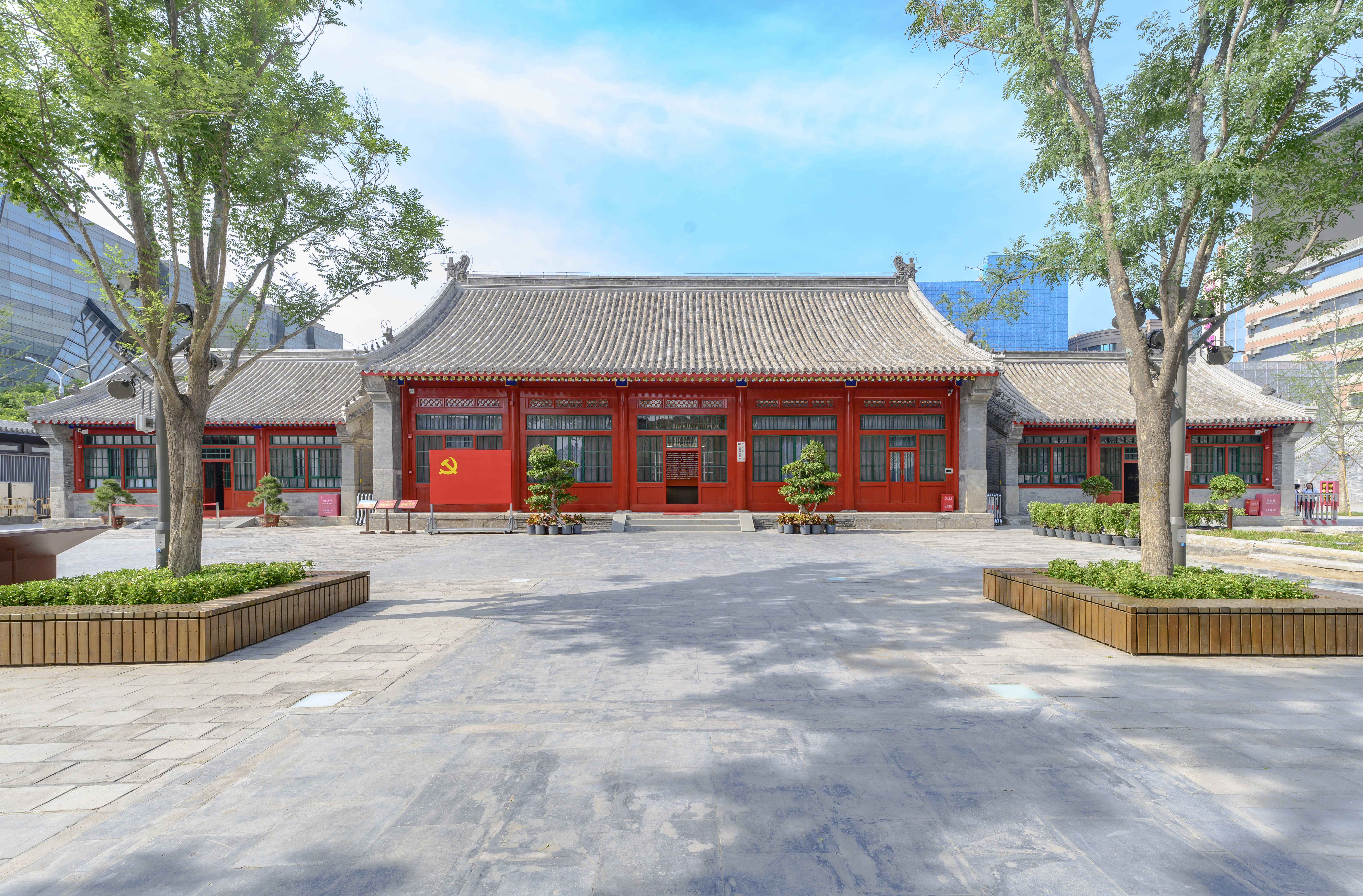
位于西单的蒙藏学校旧址

中央民族大学附属中学的前身是1913年创办的蒙藏学校。1912年9月9日，内蒙古卓索图盟盟长贡桑诺尔布亲王被任命为蒙藏事务局总裁。贡桑诺尔布到北京后便力促几位蒙古族国会议员提议，“请将前清所设景山、宗室、觉罗三学（或咸安宫三学）及理藩部所设之蒙古学堂归并，改设蒙藏学校。”大总统袁世凯很快批准了他们的请求，交由蒙藏事务局筹办。教育部依据1912年《普通教育暂行办法》中规定的“从前各项学堂，均改称学校”，定名为蒙藏学校。1913年3月，蒙藏学校成立，蒙藏事务局聘达寿（达挚甫）为校长，暂租西皇城根西南角转马台内的孙家花园为校址，在此一直到1916年10月。1913年教育部发表《蒙藏学校章程》。
1913年《蒙藏学校章程》规定该校招收预备科4个班，补习科1个班。因经费短缺，当年仅开1个补习科班。1913年3月，由乾隆年间所设的咸安学、唐古忒学、托忒学和光绪年间所设的蒙古学的37名学生合并为补习班，补习内容有政治、法律、经济等科目，其他蒙藏学生可旁听。1914年3月开预备科一班，四年毕业，毕业后升入专科，以蒙藏地区青年为主要生源。1916年3月，第一届补习班学生毕业。4月添招预备班二班开课。1916年6月，因受袁世凯称帝影响，经费困难，蒙藏院无法垫付，协商停办，每个学生发二十元遣回原籍。1916年8月，内务总长孙洪伊致函国务院，催令蒙藏院重开蒙藏学校，并由校长达寿会同蒙藏院与财政部商量，租西单牌楼石虎胡同毓公府（今国立蒙藏学校旧址，中华人民共和国成立后门牌为小石虎胡同8号）为校址，1916年10月迁入（在此直到1987年11月），11月10日复课。1918年4月该校更名为蒙藏专门学校，升格为大专性质的学校，成为中国历史上第一所民族高校。依照1918年教育部批示，蒙藏学校将法律和政治经济一科另行编订课程。1918年3月，预备第一班毕业，成立法律专门预科，将预备班改为附设中学第一班、第二班。1918年4月，蒙藏学校设法政专科，保留中学部，开始招收内地学生7名。此外还先后设师范班、政治训练班和蒙藏班。1919年3月，法律预科班期满。4月7日，预科全体18名学生升入法律专科。8月，添招中学第三班，改成秋季开学，仍招内地学生多人。
1919年五四运动发生后，5月7日《北京晨报》发表《蒙藏学界之愤激》报道，刊登了昨晚该报社收到的蒙藏专门学校全体学生公函，声援五四运动学生。5月9日《北京益世报》发表《学生全团卫国之表示》报道了包括蒙藏专门学校在内的北京各校学生声援活动。
1920年3月，中学第二班毕业，校长达寿筹办政治专科班，因经费困难被搁置，也未添招中学生。1921年，在校的法律专科班、中学第二班学生共92人，教职员共22人。1922年6月，法律专科班毕业，这是中国第一个成建制的少数民族大专班毕业，同时中学第三班毕业，续办第二班专门预科班。1923年6月，专门预科第二班毕业，改设政治经济专科，并且添招牧畜、师范、农事等班，学生百余名，停招生内地生。后因经费困难而合班上课。1923年冬，北洋政府因该校学生参加革命活动而下令取消该校官费制，并增设初中部。1925年6月，专科第二班毕业，此后仅有合并中学一班，因经费困难未招新生。1927年6月，中学四班毕业，专门预科因经费困难无法开办，学校完全停顿两年。
自学校创办后至1928年前，李大钊、赵世炎、邓中夏、韩麟符、李渤海等中国共产党领导人曾来校任教并开展革命活动，培养出第一批少数民族中共党员，建立了第一个少数民族党支部，编辑了第一本少数民族革命刊物《蒙古农民》。学生中有后来的中华人民共和国副主席乌兰夫、诗人郭小川、传记文学家巴彦布、国家民委副主任文精等众多中共高级干部及文化名人，学生多松年、李裕智、贾力更、荣耀先后来牺牲。
北伐战争结束后，1929年6月重开蒙藏专门学校，仍由校长吴恩和负责筹备，分班招生。7月1日开学典礼后正式上课，先开班补习。1929年7月蒙藏委员会将校名改为“蒙藏委员会北平蒙藏学校”。10月开学时，成立师范班、中学班（均三年毕业），政治训练班一班（一年毕业），另附补习一班，共四个班。1930年暑期，政治班毕业，添招中学一班，因石虎胡同校门外道路污秽狭窄，改从堂子胡同进出。1931年暑假添招中学一班，并购东隔壁松坡图书馆全部（中华人民共和国成立后门牌为小石虎胡同7号），校舍扩充。同年为“奖励蒙藏学生研究高深学术”，南京国民政府在国立中央大学、国立北平大学专设蒙藏班，相当于大学预科，两年毕业后升入大学本科“免入学试验”。1932年6月，师范班、中学三年级班毕业，添招中学一年级一班。1933年6月，初中三年级毕业，成立高中一年级一班，并添招初中一年级一班。同年11月1日，因与新教务主任有矛盾，17名教员同时辞职。1934年6月，初中三年级毕业，成立第二班高中，并添招初中一班。1935年6月，初中三年级毕业，成立第三班高中，并添招初中一班，此后初中、高中各三个年级班形成衔接，外附补习一班，共七个班。1936年6月，高中三年级、初中三年级毕业，续招高中、初中一年级各一班。1937年6月，高中三年级即将毕业。同年7月七七事变后，日军攻占北平并更名北京，学校于当月更名国立北京蒙藏学校。
1940年，该校暂设中学科和补习科。1943年停办高中，专办初中和补习班。1944年暑假，因初中毕业生升学困难，恢复高一班，停办补习班，并添招汉族自费生。1948年秋，重开师范专科一班。抗日战争胜利后的1945年10月，更名国立北平蒙藏学校。

### 接收过程
1948年底开始，中共中央与中共中央东北局、内蒙古自治区就接收蒙藏学校问题来往电函不断。1948年11月21日，刘、周、彭、乔圈阅，周恩来批发，中共中央发给东北局《告云泽选择接收北平蒙藏学校人员》的电报。12月14日，东北局发出《派高等去北平接收蒙藏学校》的电报给中央称，“内蒙根据中央电，派高布扎布（内蒙文教部长）等二人，前去北平接收蒙藏学院，即随炮司前去。”此件经毛、刘、朱、周、任、董、杨阅，周恩来批示。12月18日，经毛、刘、朱、任、周阅，周恩来批发《请告高布扎布到平后先与彭真接头》的电报称，“请告诉派去北平接收蒙藏学院的高布扎布，到平后必须先至北平军管委员会及市委彭真处接头，在军管会及市委领导之下，进行接收工作。”高布泽博（也作高布扎布、高博泽布）、大成义按照指示，先在廊坊四野军中待命，1949年2月3日进北平，与北平市军管会、中共北平市委彭真联系后进校。2月6日，高布泽博以《平蒙藏学校情况》电告中央并转云泽。此件刘、朱、周、任、董、杨、乔阅，周恩来批“请东北局转”。2月9日北平市军管会主任叶剑英颁布接管令：“兹派高布泽博、大成义二同志为本会代表，前来蒙藏学校负责商议并办理接管事宜，仰即知照。”2月18日，毛、刘、朱、任、周阅，毛亲笔修改，周恩来批发，中共中央发出《关于接收蒙藏学校事》的电报：“彭、叶、赵，并转高博泽：高博泽丑鱼电悉。你们对蒙藏学校及蒙藏师范，目前宜详细了解弄清情况再考虑接收办法，并报中央批准后接收。”高布泽博、大成义到校主要是为实行军管，稳定学校秩序。因高布泽博在内蒙古另有职务，军管任务大致完成后即离校回内蒙古。因急需军政人才，北平市动员各校学生报名参加南下工作团，3月9日北平市教育局下文，由局长柳湜、第一副局长侯俊岩、第二副局长凌莎署名。3月13日，中国人民解放军南下工作团负责人谭政、陶铸来校招收团员。全校学生纷纷报名参军，其中部分学生获准参加南下工作团，成为革命骨干。另一部分报名回内蒙古工作，大多进入内蒙古革命军政大学学习，后到内蒙古各地参加革命工作。留在蒙藏学校的学生重新编班学习。
1949年，该校由北平市人民政府教育局暂行接管，黄静涛任校长。全体学生暨另招者经调整后编为师资速成班、高三、高一、初中各年级各一班、补习班三班，共九班。同年暑假，除师资班结束，高三、初三毕业外，下半年仅有高二、高一、初三、初二各一班，初一两班，共六班。1950年暑假，初三毕业后，有高三、高二、高一、初三、初一各一班，初二两班，共七班。1949年10月该校更名国立北京蒙藏学校，1950年9月更名蒙藏学校。除了小石虎胡同的校址外，该校还曾在其他地点办学。傅培梅自傳称1947年4月插班就讀時，在鮑家街的醇亲王府南府宅邸改建而成的教室里上课。1950年该校购买堂子胡同18号民居，作为学生宿舍。

### 转隶之后

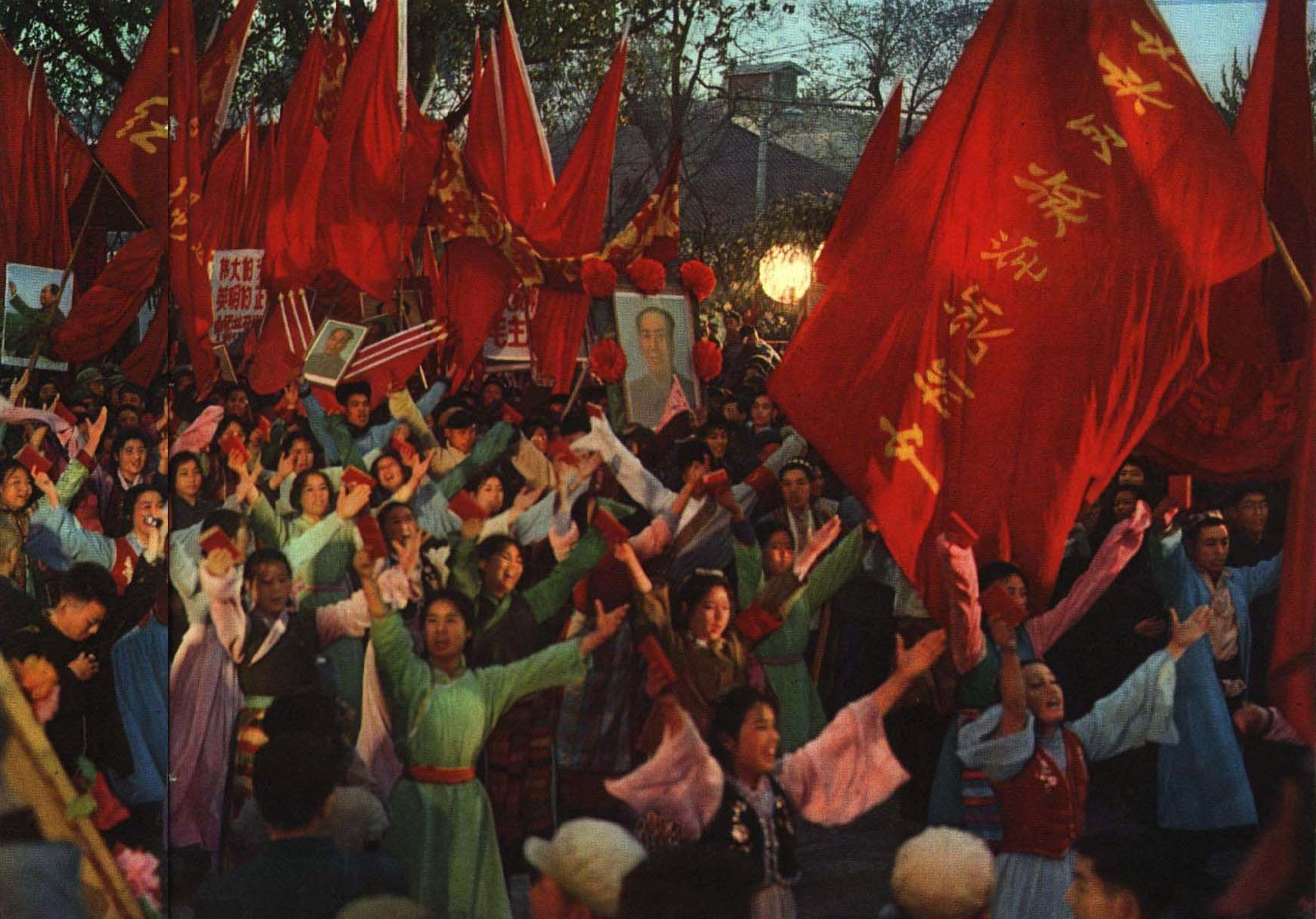
1967年中央民族学院附中庆祝北京市革委会成立

1950年中华人民共和国国庆一周年典礼，西南民族观礼团向中央请求加快培养少数民族干部，指名要求蒙藏学校向西南地区招生。1951年4月，中央人民政府教育部副部长韦愨、副司长程今吾与中央民族事务委员会办公厅副主任朋斯克、中央民族学院副院长刘春商谈。教育部又请蒙藏学校校长黄静涛到部征求意见。乌兰夫也同黄静涛交流。教育部决定将学校合并到中央民族学院。1951年6月11日，教育部正式发出部长马叙伦签署的文件，蒙藏学校即日起改为中央民族学院附属中学，由中央民族事务委员会直接领导。中央民族学院附属中学由蒙藏学校与中央民族学院部分班级合并而成。1957年乌兰夫曾回母校视察。
文革期间，1967年附中几位教师给中央民院、中央民委、中央统战部等写报告，进而向中央文革小组写报告，请求准许该校招收全国各地少数民族学生。但该计划确难实施，江青对该计划提出批评。中共北京市委某负责人将中央民族学院军宣队负责人李力、附中军宣队工宣队负责人王金铭、革委会负责人王明召到市委，传达了江青的批评。1968年，经北京市革命委员会文教组和中央民族事务委员会军管小组协调，附中招收北京市学生就近入学，主要是该校附近多个小学的学生整班升入，有的小学教师随之调入附中工作。1969年遵照中共北京市委发出的将各高等院校附属中小学改为北京市的普通中小学的通知，北京市革委会和中央民委下发文件，附中改为北京市属中学，由西城区教育局领导，校名不变。1972年2月，改名为北京市第一六〇中学。
1976年10月粉碎“四人帮”后，附中教师给中共中央统战部部长乌兰夫写信，请求恢复附中。1977年，乌兰夫与北京市领导谈，派人同北京市有关方面具体协商。1977年11月4日，中共中央统战部给中共北京市委来函《关于恢复中央民族学院附中问题》（统字第109号）。随后中共北京市委研究同意将一六〇中学恢复为中央民族学院附中。1978年4月14日，中共北京市委科学教育部向北京市教育局、西城区革命委员会、中央民族学院发出《关于将一六〇中学恢复为中央民族学院附中有关事项的通知》（〔78〕京科教字054号）。1978年4月下旬，正式恢复中央民族学院附属中学。1980年代初，北京市新的城市总体规划准备在西单地区建设商业区，拆除西单地区所有平房，建成商用建筑，为此中央民族学院附中必须搬迁。1985年，经北京市批准，附中在中央民族学院西门外法华寺村征得校舍用地，紧邻计划建设的中央社会主义学院。1987年11月至1990年9月，学校租下蓝靛厂北门外10号（中国人民解放军空军指挥学院北院）为临时校舍并迁至该址。1990年10月，学校迁至已建好的法华寺路甲5号。1993年11月更名为中央民族大学附属中学。

### 新时期发展

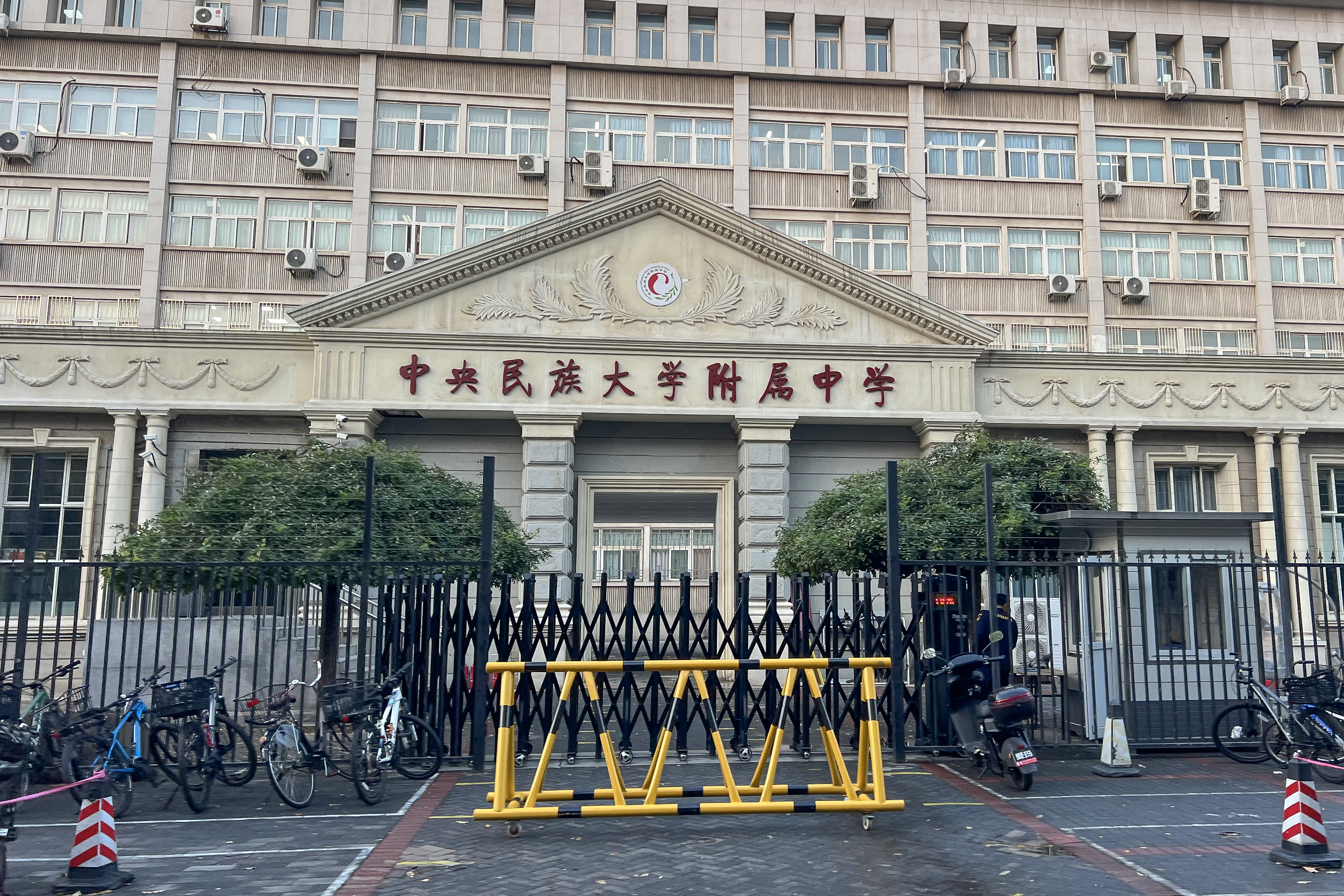
初中部

2003年1月，教育部经商国家民族事务委员会，发函北京市教委《教育部办公厅关于拟同意中央民族大学附属中学少数民族学生在北京市参加高考和录取的意见》，同意作为特殊情况，该校面向少数民族和西部地区招收的少数民族学生毕业后在北京市参加高考及录取。2005年田琳任校长后，学校从推荐招生向自主招生转变，并迅速扩招，参加高考人数从2007年的256人猛增至2008年的369人，2008年600分以上人数猛增至41人。此后该校全面自主招生且不断扩招。2015年自主招生625人。同时招生范围从12个省份扩大为包括北京市、浙江省、山东省、河北省、湖南省、湖北省等24个省份。2014年起，作为普通高中向北京普通中学生招收不限民族、少量不限户籍的学生，2014年为150人，2015年计划为310人。2014年该校574人参加高考，400多人录取到“985”、“211”大学，其中47人被北京大学、清华大学录取。2015年628名参加高考的少数民族学生中，仅39人占6%来自农村，其余94%来自城镇。2015年该校共620名学生参加高考，其中一本线以上570人，占91.9%；本科线以上615人，占99.2%；650分、600分以上人数分别排海淀区第二、第一名；50人预录北京大学、清华大学。2015年，北京大学、清华大学在北京市计划一批招生356人，该校考生占14%。
由于该校全国扩招迅猛且大量挤占重点高校在北京市招生名额，引发北京市家长强烈不满。2015年暑假以来，北京市家长开始集体与教育部、国家民委及北京市教委交涉和上访。2015年8月以来，十多位北京家长代表已同主管部门代表多次长时间见面交流。9月北京市家长已请一位公益律师准备起诉该校。北京家长在上百页的投诉材料中称，“民大附中打着民族中学的旗号，事实上是在暗地里进行全国大范围的掐尖招生。挂科生还会遭到淘汰，然后再空降尖子生。”9月10日在与北京家长的沟通中，国家民委官员表示，该校2015年前招收了少量汉族学生，今后将不招收汉族学生；浙江省、山东省、福建省、河南省不再列入招生范围。
2011年该校成为国家级特色高中建设校。2012年构建“共美教育”课程体系，实施“混和式”培养模式的“共美教育”，并获北京市自主课程实验学校及自主会考实验学校资格。2013年被授予北京“百年学校”称号。2013年10月3日是中央民族大学附属中学百年校庆，5月20日该校来自全国24个省、自治区、直辖市50个少数民族的1800名学生致信习近平，汇报在北京学习和生活情况。10月1日习近平给全校学生回信。9月23日，国务院总理李克强也就校庆作出批示。
2014年该校获国务院授“全国民族团结进步模范集体”，校长受总书记习近平、总理李克强等党和国家领导人接见。2015年成为北京市七所高中优质教育资源统筹校之一。该校多年来一直入选北京大学中学校长实名推荐、清华大学领军计划优质生源基地校、复旦大学“望道计划”校长直推生资格、中国人民大学校长直通车计划、同济大学“苗圃计划”的校长直荐资格、北京航空航天大学“中国心”等等。

## 历任领导
校长
- 达寿（1913年3月—1922年6月，其中1916年6月至10月停办保留建制）
- 张献廷（1922年6月—1922年11月）
- 傅柏锐（1922年11月—1923年4月，代校长）
- 章武（1923年4月—1923年12月）因同情学生被撤职
- 王维翰（1923年12月，任职7天）：整饬纪律、追究激进党。被学生把行李扔出校门
- 金永昌（1923年12月—1924年1月）：山东警察厅长转任，也被学生驱逐。
- 吴恩和（1924年1月—1929年7月，其中1927年8月至1929年1月停办保留建制）
- 雅楞丕勒（1929年7月—1929年11月）
- 张豫和（1929年11月—1930年1月）
- 张景涛（1930年1月—1930年12月，代校长）
- 贡桑诺尔布（1930年12月—1931年1月，逝于任期）
- 马邻冀（1931年1月—1932年4月）
- 杨棻（1932年4月—1933年6月）
- 易宇昌（1933年6月—1934年6月，代校长）
- 李凤冈（1934年6月—1935年1月）
- 宋绍曾（1935年1月—1935年9月）
- 黄开文（1935年9月—1936年6月，逝于任期）
- 敖景文（1936年6月—1938年4月）
- 张献廷（1938年4月—1939年4月）
- 何厚倞（1939年4月—1946年1月）
- 贾凤翔（1946年1月—1947年5月）
- 陈克孚（1947年5月—1949年1月）[14]

| 校长 - 黄静涛（1949年4月—1951年7月） - 张志专（1951年7月—1952年10月） - 尹育然（1952年10月—1953年8月） - 关保（1953年8月—1955年4月） - 旗海田（1955年4月—1958年10月） - 耿真（1958年10月—1959年6月） - 赵丕章（1982年6月—1984年，代校长） - 陈昌元（1987年9月—1993年8月） - 王国凤（1993年9月—2001年2月） - 黄凤显（2003年7月—2005年1月，兼校长） - 田琳（2005年11月—2022年4月） - 唐洪波（2022年4月—） 副校长 - 王克（1952年10月—1958年11月，副校长主持工作） - 白荫泰（1959年8月—1960年9月） - 王超（1959年9月—1961年9月，主持工作） - 王明（1961年9月—1982年6月，主持工作，女） - 沈桂娟（1982年6月—1982年9月） - 敖日布（1982年6月—1985年） - 陈昌元（1983年6月—1987年8月，第一副校长主持工作） - 王良明（1986年3月—1987年8月，兼副校长） - 张德安（1987年9月—1992年8月） - 王国凤（1992年9月—1993年8月） - 高希顺（1994年12月—2002年12月，兼副校长） - 于·布仁巴雅尔（2001年2月—2003年7月，兼副校长主持工作） - 朱雄全（2001年2月—2002年9月） - 常永才（2002年12月—2003年7月） - 孟福来（2002年12月—） - 丁汀（2003年7月—2005年10月，常务副校长（正处级）） - 韩昌涛（2009年11月—） - 唐洪波（2013年5月—2022年4月） - 魏立功（2022年4月—） | 党总支书记 - 云曙碧（1949年4月—1951年6月，党支部书记） - 张志专（1951年7月—1952年10月，党支部书记） - 王克（1952年10月—1958年10月，党支部书记） - 耿真（1958年10月—1959年6月，党支部书记） - 王超（1959年9月—1961年9月，党支部书记） - 王明（1961年9月—1976年10月，党支部书记，女） - 王碧惠（1976年11月—1978年4月，党支部书记兼革委会主任) - 王明（1978年4月—1982年3月，党支部书记，男） - 赵丕章（1982年6月—1984年4月，党支部书记） - 全家瑞（1984年4月—1986年3月，党支部书记） - 王良明（1986年3月—1990年3月，党支部书记） - 张德安（1990年3月—1992年7月，党支部书记） - 王国凤（1992年8月—1993年8月，党支部书记） - 陈昌元（1993年9月—1994年7月，党总支书记） - 王国凤（1994年7月—2001年2月，党总支书记） - 于·布仁巴雅尔（2001年2月—2013年1月，党总支书记） - 田琳（2013年1月—2022年4月，党总支书记） 党总支副书记 - 乌尔他呼（？—1961年10月，党支部副书记） - 葛孟儒（1973年7月—1978年2月，党支部副书记） - 任永斌（？—1978年10月，党支部副书记） - 王国凤（1993年9月—1994年7月，党总支副书记） - 陈昌元（1994年7月—1995年10月，党总支副书记） - 高希顺（1994年12月—2003年7月，党总支副书记） - 佟丽娟（2022年4月——，党委常务副书记） |